# سيمون كولمان
سيمون كولمان (بالإنجليزية: Simon Coleman)‏ (13 مارس 1968 في المملكة المتحدة - ) هو لاعب كرة قدم بريطاني في مركز الدفاع. لعب مع بولتون واندررز وديربي كاونتي وشيفيلد وينزداي ونادي روتشديل ونادي ساوثيند يونايتد ونادي ميدلزبره ووولفرهامبتون واندررز ونادي مانسفيلد تاون.

## وصلات خارجية
- سيمون كولمان على موقع قاعدة بيانات كرة القدم.إي يو (الإنجليزية)
- سيمون كولمان على موقع Soccerbase.com (لاعب) (الإنجليزية)
- سيمون كولمان على موقع عالم كرة القدم.نت (الإنجليزية)